# Цибулкова, Вильма
Вильма Цибулкова (чеш. Vilma Cibulková; род. 26 марта 1963, Остров, Чехословакия) — чешская актриса

 театра и кино.

## Биография
В 1980 году окончила Среднюю педагогическую школу в Карловых Варах и начала учиться в пражской DAMU. Ещё во время учёбы DAMU играла в Национальном театре в Праге. После окончания университета в 1985 году после в Театре На перила, с августа 1985 года был elévkou ND. С октября 1985 года до марта 1991 года была членом драматического театра, Национального театра в Праге. В период с 2004 до 2006 года выступала в Театре на Виноградах, затем была членом Театра под Палмовкой, где она выступает в качестве гостя, и по сей день.